# Cyclospermum leptophyllum
Cyclospermum leptophyllum es una especie de planta perteneciente a la familia Apiaceae, se la conoce con el nombre común de apio silvestre. Esta planta se encuentra en las regiones templadas o tropicales a lo ancho del mundo y es considerada una maleza nociva en muchas áreas. Se trata de una planta herbácea ramificada que alcanza poco más de medio metro de altura como máximo. Tiene las hojas verdes de unos pocos centímetros de longitud y pequeñas umbelas de flores esféricas

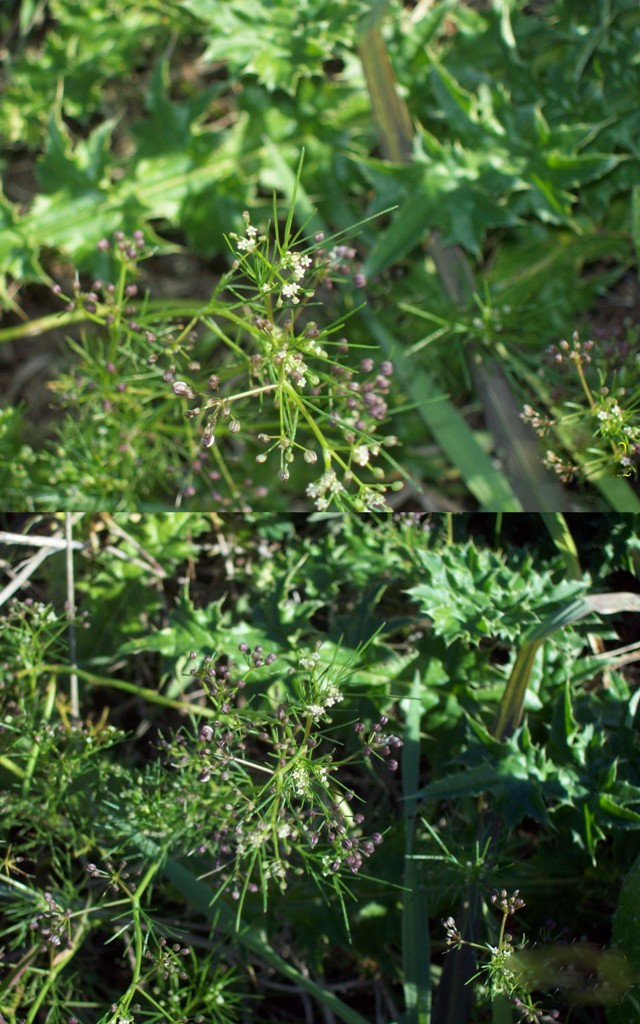
Vista de la planta

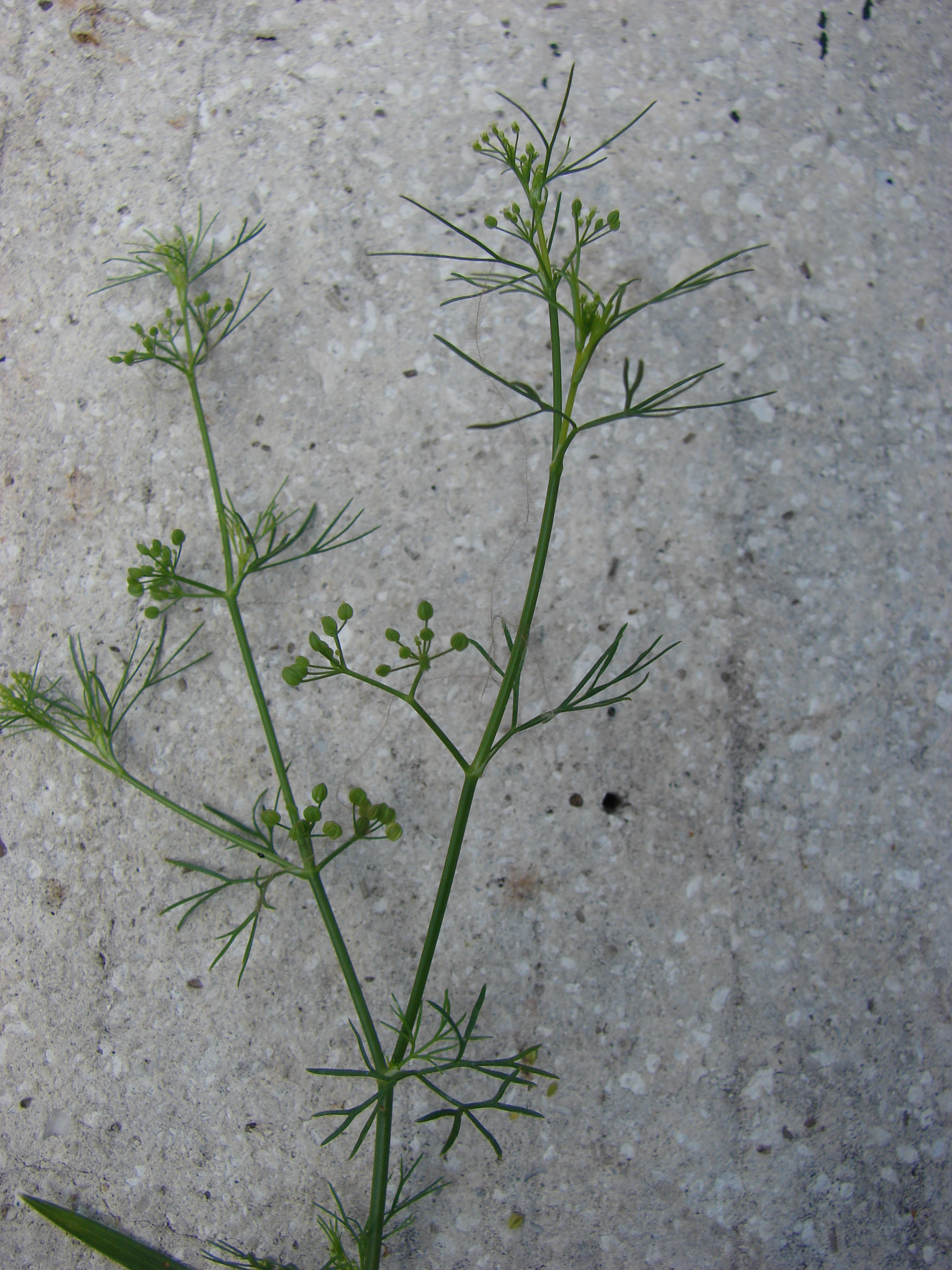
Detalle de la planta

## Descripción
Son hierbas anuales, muy ramificadas y delgadas, glabras, de 0.5–6 dm de alto. Las hojas oblongo-ovadas a orbiculares, de 3.5–10 cm de diámetro, pinnadamente decompuestas con los segmentos últimos filiformes; el pecíolo delgado con una vaina de márgenes blancos y escariosos. Las inflorescencias en umbelas y/o umbélulas compuestas y frecuentemente algunas simples, pedunculadas o sésiles, ebracteadas, rayos 1–5, 0.4–2.5 cm de largo, flores perfectas, blancas o blanco-verdosas; cáliz con dientes diminutos; pétalos ovados. Fruto orbicular a ovoide, de 1.2–3 mm de diámetro, ligeramente comprimido lateralmente; semillas adaxialmente planas.

## Distribución y hábitat
Es una maleza común en pastizales y en bosques perturbados en alturas de 1100–1600 metros; florece y fructifica . Es un género tropical y subtropical, especialmente en las Américas, otra especie se encuentra en las costas del Pacífico de Sudamérica y es posible que una tercera se encuentre en Uruguay, sin embargo el límite genérico entre Cyclospermum y Apium no está bien definido.

## Taxonomía
Cyclospermum leptophyllum fue descrita por (Pers.) Sprague ex Britton & P.Wilson y publicado en Botany of Porto Rico and the Virgin Islands 6(1): 52. 1925.
Etimología
Ciclospermum: nombre genérico que hace referencia a los frutos casi globosos de estas plantas.
leptophyllum: epíteto latíno que hace referencia a las hojas estrechas de la planta.
Sinonimia
- Aethusa leptophylla (Pers.) Spreng.
- Apium ammi var. caespitosum Urb.
- Apium ammi f. filamentosum (Kuntze) H.Wolff
- Apium ammi var. filamentosum Kuntze
- Apium ammi var. leptophyllum (Pers.) Kuntze
- Apium ammi f. nanum Kuntze
- Apium ammi f. pedunculata Chodat
- Apium depressum M.E.Jones
- Apium leptophyllum (Pers.) F.Muell. ex Benth.
- Apium leptophyllum var. dubium Domin
- Apium leptophyllum var. multisectum Mathias & Constance
- Apium rivulare Larrañaga
- Cyclospermum ammi (Savi) Caruel
- Oreosciadium andinum Rusby
- Pimpinella domingensis Willd. ex Roem. & Schult.
- Pimpinella leptophylla Pers.
- Ptychotis leptophylla (Pers.) Penz.
- Selinum leptophyllum (Pers.) E.H.L.Krause
- Seseli ammi Savi[2]

## Nombre común
- Castellano: Apio cimarrón.